# ディミトリ・サーティソン
ディミトリ・サーティソン（Dimitri Sartison、1980年2月4日 - ）は、ドイツのプロボクサー。カザフスタンコスタナイ州ルドニ出身。元WBA世界スーパーミドル級レギュラー王者。

## 来歴
2003年9月23日、ドイツでプロデビューし、3-0の判定勝ちを収めた。
2008年6月21日、WBA世界スーパーミドル級レギュラー王座決定戦でミッケル・ケスラー（デンマーク）と対戦し、12回KO負けで王座獲得に失敗した。
2009年11月21日、ケスラーのスーパー王座認定に伴いステパン・ボジッチ（クロアチア）とWBA世界スーパーミドル級レギュラー王座決定戦を行い、5回TKO勝ちで王座を獲得した。
2010年7月31日、O2ワールド・ハンブルクでコーレン・ゲボル（アルメニア）と対戦し、3-0の判定勝ちで初防衛に成功した。
2011年7月15日、2度目の防衛戦をブライアン・マギーやロベルト・ステイグリッツに対して1年近く行わなかった為、WBAにWBA世界スーパーミドル級レギュラー王座を剥奪された。
2012年4月21日、シュヴェリーンでハンガリーのカロリー・バルザイに挑戦したが、12回2分25秒TKO負け。

## 獲得タイトル
- WBA世界スーパーミドル級レギュラー王座（防衛1=剥奪）